# Forest Grove
Forest Grove è una città degli Stati Uniti, situata in Oregon, nella contea di Washington.